# Nodulus rietensis
Nodulus rietensis is een slakkensoort uit de familie van de Anabathridae. De wetenschappelijke naam van de soort is voor het eerst geldig gepubliceerd in 1932 door Turton.